# Muscolo sfintere dell'iride

Riflesso pupillare alla luce: il muscolo sfintere media la chiusura della pupilla

Il muscolo sfintere dell'iride (o costrittore della pupilla) è un muscolo dell'iride, posto intorno alla pupilla. È costituito da fascetti di miocellule.

## Innervazione
Innervato dal sistema parasimpatico tramite fibre originanti nel nucleo accessorio (di Edinger e Westphal) del III paio di nervi cranici: queste fibre decorrono nel contesto del III nervo come pre gangliari, quindi fanno sinapsi a livello del ganglio ciliare e si portano di qui con fibre post sinaptiche (nervi ciliari brevi) al muscolo sfintere ed ai vasi sanguigni forando la sclera.

## Funzioni
La sua funzione è quella di regolare l'apertura della pupilla insieme al muscolo dilatatore. In particolare provoca miosi (chiusura) della pupilla, che può avvenire in seguito a diversi stimoli, tra cui la luce (riflesso pupillare) e l'accomodazione (riflesso sincinetico), entrambi controllati dal medico durante la visita clinica di un paziente.